# Američka horor priča: Kult
Američka horor priča: Kult je sedma sezona FX-ove antologijske serije Američka horor priča. Serija je u SAD-u premijerno prikazana 5. rujna 2017. U sedmu sezonu seriju vraćaju se glumci: Sarah Paulson, Evan Peters, Cheyenne Jackson, Adina Porter, Frances Conroy, Mare Winningham, Emma Roberts, Chaz Bono, James Morosini, i John Carroll Lynch. Glavnoj glumačkoj postavi se prodružuju Billie Lourd te Alison Pill.

## Uloge

### Glavne uloge
- Sarah Paulson kao Ally Mayfair-Richards
- Evan Peters kao Kai Anderson
- Cheyenne Jackson kao dr. Rudy Vincent
- Billie Lourd kao Winter Anderson
- Alison Pill kao Ivy Mayfair-Richards

### Posebne gostojuće uloge
- Billy Eichner kao Harrison Wilton
- Emma Roberts kao Serena Belinda

### Sporedne uloge
- Adina Porter kao Beverly Hope
- Leslie Grossman kao Meadow Wilton
- Colton Haynes kao detektiv Jack Samuels
- Cooper Dodson kao Ozymandias "Ozzy" Mayfair-Richards
- Chaz Bono kao Gary Longstreet
- James Morosini kao R.J.

### Gostujuće ulogu
- John Carroll Lynch kao klaun Twisty
- Jorge-Luis Pallo kao Pedro Morales
- Tim Kang kao Tom Chang
- Dermot Mulroney kao Bob Thompson
- Zack Ward kao Roger
- Laura Allen kao Rosie
- Ron Melendez kao Mark

### Najavljene uloge
- Lena Dunham kao Valerie Solanas
- Frances Conroy
- Mare Winningham

## Epizode
| Br. u seriji | Br. u sezoni | Naslov                                                  | Redatelj              | Scenarist(i)               | Originalno emitiranje |
| --- | ------------ | ------------------------------------------------------- | --------------------- | -------------------------- | --------------------- |
| 74 | 1            | "Izborna večer"                                         | Bradley Buecker       | Ryan Murphy i Brad Falchuk | 5. rujan 2017.        |
| Ally i Ivy su vjenčani istospolni par te imaju sina Oza. Ally pati od nekoliko fobija, koje se reaktiviraju nakon saznanja da je Donald Trump osvojio predsjedničke izbore. Intenzivne fobije od klaunova počinju joj uništavati život pa se uputi k psihijatru dr. Rudyju Vincentu, gdje otkrije da pati i od tripofobije, doktor joj na to prepiše tablete za smirenje. Kai i Winter su brat i sestra koji nakon izbora predsjednika sklapaju misteriozni pakt. Kai pred državnim tijelom iznosi prijedlog zakona u kojemu bi građani živjeli u strahu kada izađu na ulice, te kako bi SAD trebale biti države straha, međutim njegov bizarni prijedlog je odbijen. Winter na Kaiev nagovor postaje Ozova dadilja, koja ga odvodi na ritual kulta. |              |                                                         |                       |                            |                       |
| 75 | 2            | "Ne boj se mraka"                                       | Liza Johnson          | Tim Minear                 | 12. rujan 2017.       |
| Kai kreće u kampanju za mjesto na gradskom vijeću. Ally počinje sumnjati u namjere novih susjeda Wiltonsa. U restoranu dolazi do sukoba između šefa kuhinje Rogera i latinoameričkog zaposlenika Pedra. Kasnije, Ally odlazi u restoran zbog kvara na alarmnom sustavu. Tamo pronalazi Rogera obješenog na kuku između mesa u hladnjaku. Pedro je osumnjičenik. Ally od Wiltonsovih nabavi oružje za samoobranu. U kući Mayfair-Richardovih dolazi do nestanka struje a potom i provale te teroriziranja od strane klaunova. Ivy šalje Pedru k Ally sa zalihama svijeća i hrane. Stigavši u kuću Ally ga ustrijeli misleći da je jedan od klaunova. |              |                                                         |                       |                            |                       |
| 76 | 3            | "Susjedi iz pakla"                                      | Gwyneth Horder-Payton | James Wong                 | 19. rujan 2017.       |
| Prosvjednici prosvjeduju protiv Ally ispred restorana slijedom Pedrovog ubojstva. Kai obeća Ally kako će rastjerati prosvjednike, to i učini. Wiltonsi krive Ally za Pedrovu smrt, a Ozu poklanjaju zamorca. Misteriozni crni kamion ulicom širi nepoznati zeleni plin, što uznemiri Ally. Ozov zamorac je ubijen; Ally sumnja na Wiltonse. Ona fizički nasrne na Harrisona i zaprijeti Meadow. Snimka Winterinog zavođenja Ally u kupaonici stavljena je na internet, što Ivy duboko povrijedi. Kai pojedinačno ispita Wiltonse o najvećim željama i strahovima. Harrison izražava želju za Meadowinom smrću. Kasnije, Meadow nestaje i Harrison optužuje Ally. |              |                                                         |                       |                            |                       |
| 77 | 4            | "11/9"                                                  | Gwyneth Horder-Payton | John J. Gray               | 26. rujan 2017.       |
| Dan poslije predsjedničkih izbora, Harrison postaje Kaijev osobni trener. Kai uspije prisvojiti Harrisona te ga naposljetku nahuška da ubije svog degradirajućeg šefa. Kasnije, Kai se zainteresira za voditeljicu vijesti Beverly Hope, te joj ponudi “jednaku moć“ u svom putu prema dominaciji svijetom. Svoju privrženost Beverly Kai pokaže organiziravši ubojstvo njene velike suparnice. Dan prije izbora, Ivy dolazi na politički skup gdje doživi napad od strane muškarca Garyja. Winter stane u Ivyjinu obranu, te zajedno ručaju. Iste večeri, Ivy i Winter otmu Garyja i vežu ga u podrumu napuštene zgrade kako bi ga spriječile da glasa idući dan. Kai dolazi Garyju upomoć te mu ponudi pilu sat vremena prije kraja glasovanja. Gary kasnije odsiječe ruku zavezanu lancem. |              |                                                         |                       |                            |                       |
| 78 | 5            | "Rupe"                                                  | Maggie Kiley          | Crystal Liu                | 3. listopad 2017.     |
| Beverly obavještava Kaija kako je njezin šef, Bob odbio širiti vijesti o klaunovima ubojicama, čime ugrožava Kaijevu kampanju za gradsko vijeće. Kai, Beverly, Winter, Harrison, detektiv Samuels, Ivy i Beverlyjin snimatelj, RJ, stavljaju svoje maske, odlaze u Bobovu kuću te snime njegovo ubojstvo. Beverly kasnije savjetuje Kaija kako bi se trebao riješiti najslabije karike u kultu, RJ-a. Svi članovi, pojedinačno, pištoljem za čavle pucaju RJ-u u glavu. Kai ga naposljetku ubije. U međuvremenu, Meadow, u bijegu od Harrisona i njegovog ljubavnika Samuelsa, moli Ally za pomoć te joj otkriva da je Ivy članica Kaijevog kulta. Beverly ispituje Kaija o njegovim roditeljima, on joj otkriva kako mu je majka ubila njegovog oca, te počinila samoubojstvo. Kaijev brat, dr. Rudy Vincent, inzistirao je da tijela roditelja sakriju u njihovu spavaću sobu kako ne bi izgubili novac od majčine mirovine i očeve invalidnine. |              |                                                         |                       |                            |                       |
| 79 | 6            | "Ubojica sa Srednjeg Zapada"                            | Bradley Buecker       | Todd Kubrak                | 10. listopad 2017.    |
| 80 | 7            | "Valerie Solanas umrla je zbog tvojih grijeha: Seronjo" | Rachel Goldberg       | Crystal Liu                | 17. listopad 2017.    |
| 81 | 8            | "Zima našeg nezadovoljstva"                             | Barbara Brown         | Joshua Green               | 24. listopad 2017.    |
| 82 | 9            | "Popij Kool-Aid"                                        | Angela Bassett        | Adam Penn                  | 31. listopad 2017.    |
| 83 | 10           | "Charles (Manson) je vođa"                              |                       |                            | 7. studeni 2017.      |
| 84 | 11           | "Ponovno velika"                                        |                       |                            | 14. studeni 2017.     |

## Produkcija

### Razvoj
Na 4. listopad 2016., serija je obnovljena za sedmu sezonu, koja je je premijerno prikazana 5. rujna 2017. godine. Ryan Murphy potvrdio je kako će se nova sezona biti smještena u modeno doba i nadovezati se na radnju Cirkusa nakaza. U veljači 2017., na Watch What Happens Live, Murphy najavljuje kako će se sedma sezona vrtjeri oko američkih predsjedničkih izbora 2016., i kako će se možda pojaviti lik temeljen na predsjedniku Donaldu Trumpu. Naveo je kako će sezona predstavljati obje političke strane, republikance i demokrate te kako će „staviti pod oko reflektora i istaknuti“ ljude za koje vjeruje da „Trumpova administracija zanemaruje“.
Kasnije je potvrđeno kako će vrijeme radnje biti nakon predsjedničkih izbora 2016., s prvom epizodom smještenom na izbornu noć. Murphy je objasnio kako će prva epizoda biti o „rezultatu večeri, koji je za mnoge ljude u zemlji jedna vrsta horor priče.“ Otkrio je kako se u sezoni neće pojaviti ni Donald Trump niti Hillary Clinton, tvrdivši kako je „Horor Priča uvijek pričana u alegorijama, a time su i predsjednički izbori sama alegorija.“ U travnju 2017., Murphy je potvrdio kako će arhivske snimke s izborne večeri biti korištene u prvoj epizodi sezone. 
Murphy je otkrio preko Twittera kako će detalji nove sezone, uključujući i podnaslov, biti otkriveni 20. srpnja. Također je najavio povratak uvodne špice koje nije bilo u prošloj sezoni.
20. srpnja 2017., na Comic-Conu u San Diegu otkriveno je kako će nova sezona serije nositi podnaslov Kult. Murphy je također potvrdio kako će mjesto radnje biti u Michiganu, te kako će serija imati 11 epizoda s premijerom 5. rujna 2017. Po prvi puta serija se neće prikazivati srijedom u Americi, već utorkom navečer. 3. kolovoza 2017., preko online postera otkriveno je nekoliko imena likova nove sezone. 21. kolovoza 2017., na Youtubeu je puštena uvodna špica nove sezone. Istog mjeseca, Murphy je potvrdio kako u suprotnosti s ostalim sezonama, Kult neće imati paranormalne elemente.

### Dodjela uloga
Na Winter 2017 TCA Press Tour-u, najavljen je povratak Sare Paulson i Evana Petersa u sedmu sezonu. U ožujku 2017., domaćin kviza Billy on the Street, Billy Eichner najavljen je kako će igrati ulogu u životu lika Sare Paulson. Njegov lika navodno bi se trebao pojavljivati u “šest ili sedam“ epizoda. Idući mjesec najvaljena je Billie Lourd, zvijezda serije Kraljice vriska, u glavnoj ulozi. U svibnju 2017., Leslie Grossman, koja je stekla popularnost u Murphyjevoj seriji Popular, pridružila se glumačkoj ekipi, a Angela Bassett nagovjestila je mogući povratak ali u manjem kapacitetu. Kasnije istog mjeseca, slikama s mjesta snimanja, potvrđeni su glumci Adina Porter i Cheyenne Jackson. U lipnju 2017., Murphy je preko instagrama potvrdio dolazak Coltona Haynesa u novu sezonu. Colton je glumio u drugoj sezoni Murphyjeve serije Kraljice vriska. Kasnije istog mjeseca, slike s mjesta snimanja potvrdile su kako se Alison Pill pridružila glumačkoj ekipi u ulozi partnerice lika Sare Paulson. U srpnju 2017., Murphy je preko Twittera otkrio da se Lena Dunham pridružila glumačkoj ekipi. Dunham će se pojavljivati kroz „flashback“ u ulozi Valerie Solanas, autorice SCUM Manifesta i ubojice Andyja Warhola. Murphy je također potvrdio povratak Frances Conroy i Mare Winningham u novu sezonu. Conroy se pojavljivala u svim sezonama odim u Hotelu, dok se Winningham pojavljivala u Vještičjoj družbini, Cirkusu nakaza te Hotelu. U kolovozu 2017., Murphy je potvrdio povratak Emme Roberts koja se pojavljivala u Vještičjoj družbini i Cirkusu nakaza, kao i povratak glumaca iz šeste sezone Chaz Bona i Jamesa Morosinia.
26. lipnja 2017., potvrđeno je kako se Lady Gaga neće vratiti u novu sezonu zbog pretrpanog rasporeda. Unatoč glasinama, Entertainment Weekly potvrdio je 7. srpnja 2017., da se Vera Farmiga, sestra glumice Taisse Farmige, neće pojaviti u sedmoj sezoni. Kasnije istog mjeseca, The Hollywood Reporter potvrdio je kako se ni Kathy Bates neće pojaviti u Kultu, nakon četiri uzastopne sezone.
Murphy je preko instagrama otkrio kako se lik klauna Twistyja iz Cirkusa nakaza vraća u Kult, čime je najavio i povratak Johna Carroll Lyncha u seriju.

### Snimanje
U veljači 2017., snimanje prvih scena najavljeno je za lipanj 2017. Sljedeći mjesec, snimanje je premješteno za svibanj 2017. 24. svibnja 2017. godine, pisac i producent John J. Gray potvrdio je početak snimanja. On je također 23. rujna 2017. preko instagrama potvrdio i kraj snimanja.